# NGC 4159
NGC 4159 é uma galáxia espiral (Sbc) localizada na direcção da constelação de Draco. Possui uma declinação de +76° 07' 35" e uma ascensão recta de 12 horas, 10 minutos e 53,3 segundos.
A galáxia NGC 4159 foi descoberta em 12 de Dezembro de 1797 por William Herschel.